# 福希海姆
福希海姆（德語：Forchheim，發音：[ˈfɔʁçhaɪm] ⓘ）是德国巴伐利亚州上巴伐利亚行政区福希海姆县的城市，也是福希海姆县的县治，面积44.44平方千米，2023年12月31日人口为33,610人。

## 歷史
早於8世紀此時已建城，當時有皇宮和法院；至多個世紀以來，曾是國王加冕之地。於十六世紀，因長年戰爭，此地被多次加建堡壘。
1802年9月6日，巴伐利亚軍隊吞併了該市。1889年，福希海姆成為非县辖城市。1972年，福希海姆并入福希海姆县，失去非县辖城市地位。

## 經濟
當地最大企業為西门子医疗集團，有約3500名員工。

## 友好城市
福希海姆与以下城市结为友好城市：
- 捷克 布劳莫夫
- 羅馬尼亞 蓋爾拉
- 法國 马恩河畔勒佩勒
- 德国 珀斯内克
- 奥地利 罗彭
- 義大利 罗韦雷托

福希海姆 - Forchheim
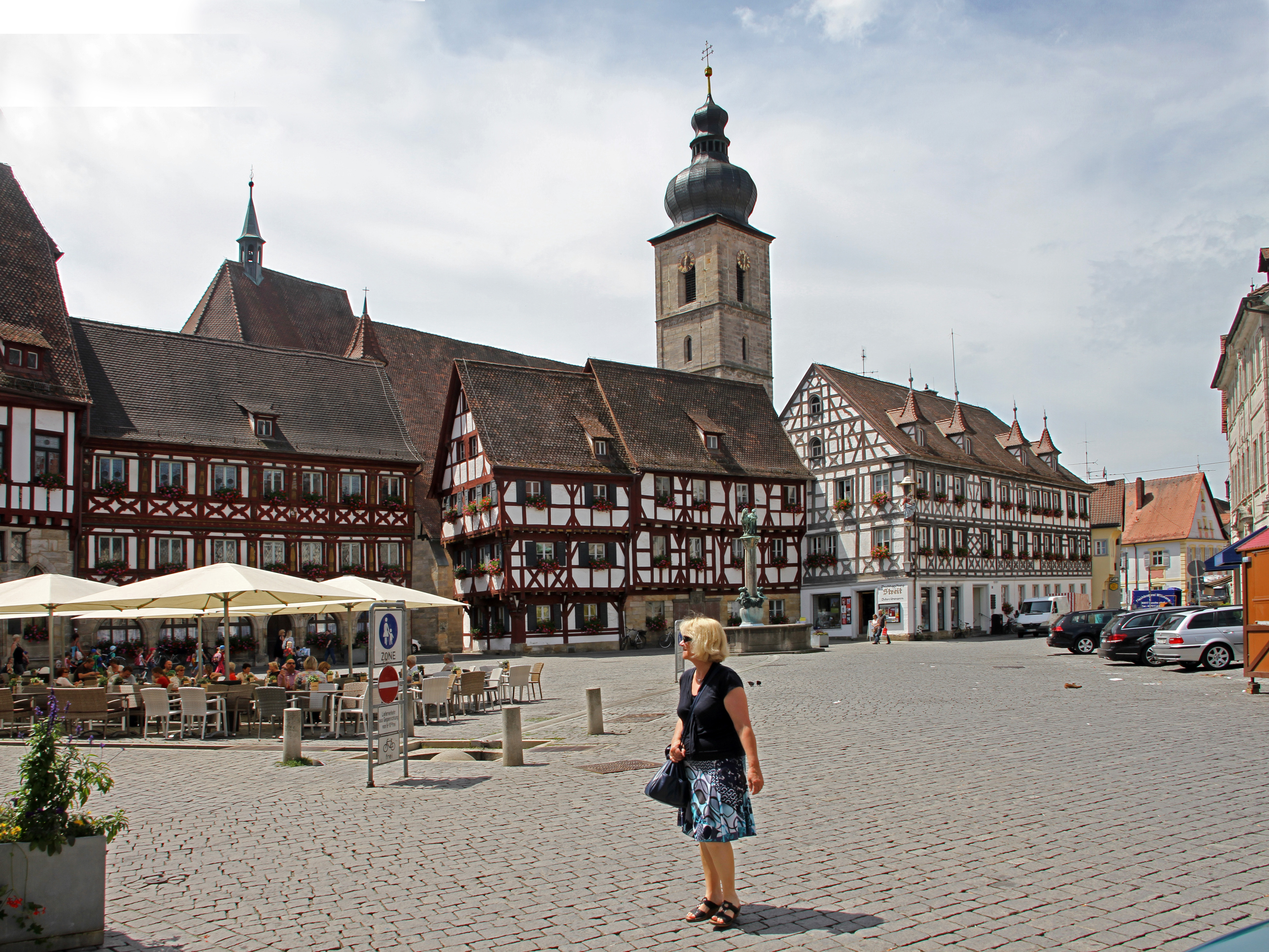
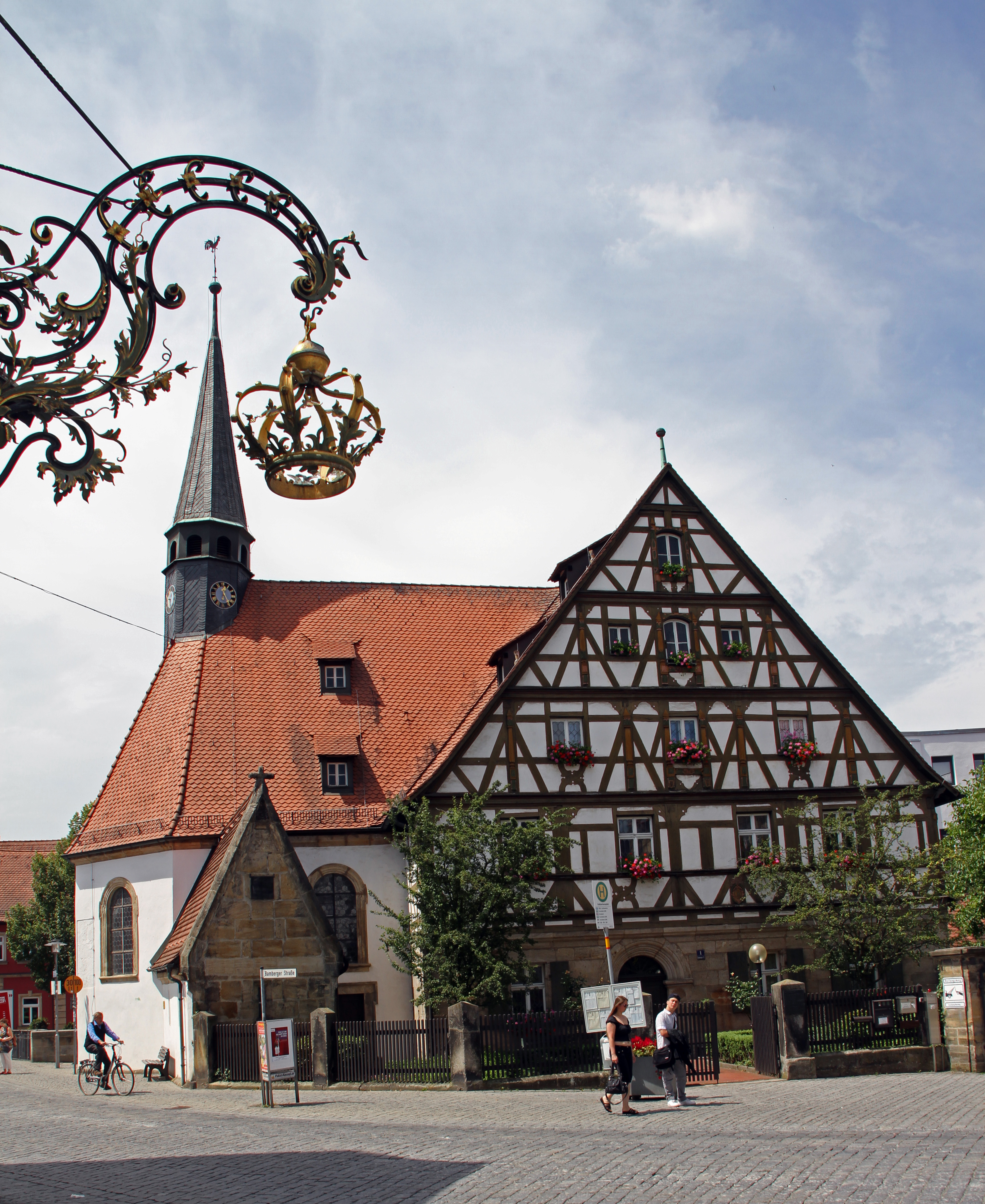
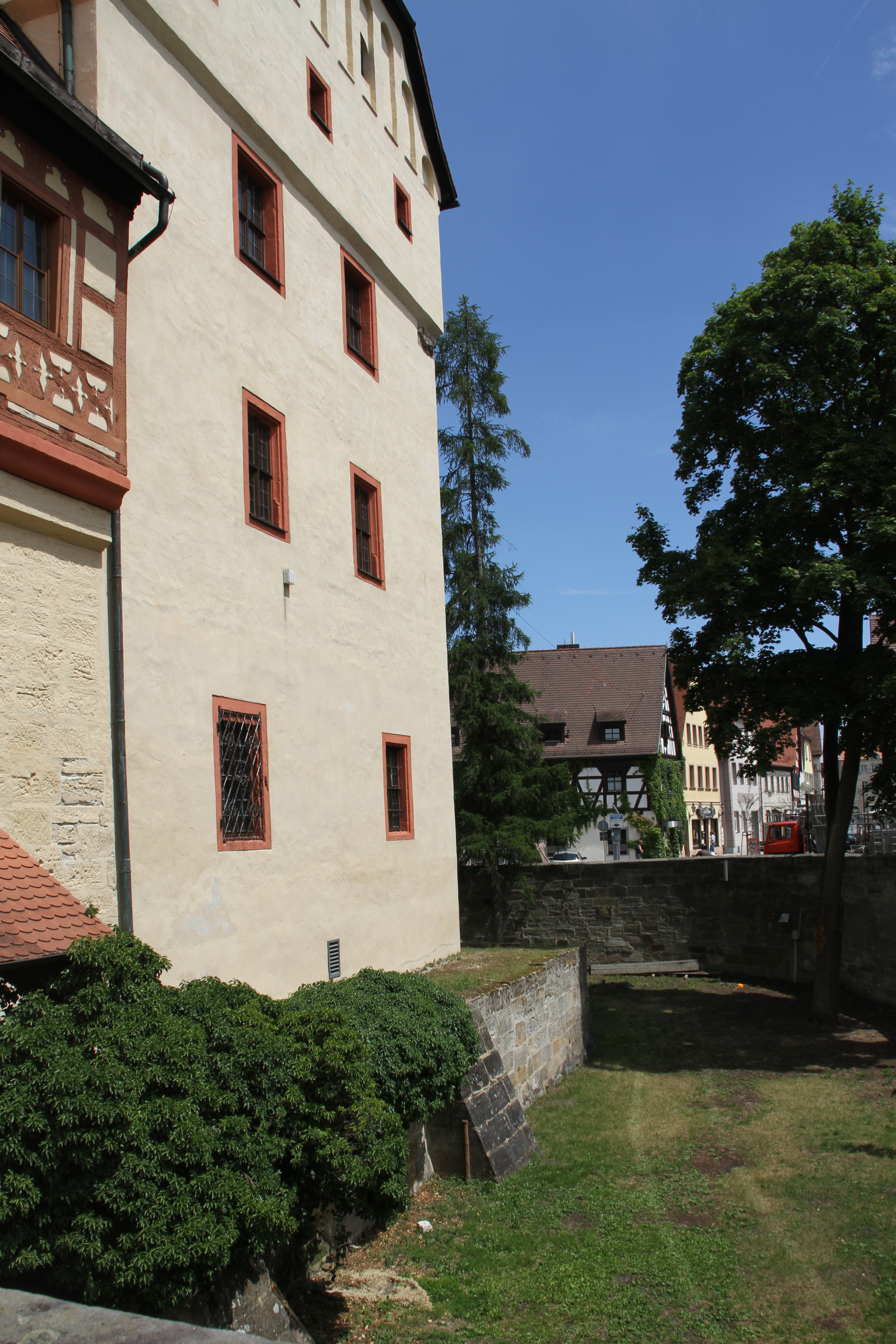
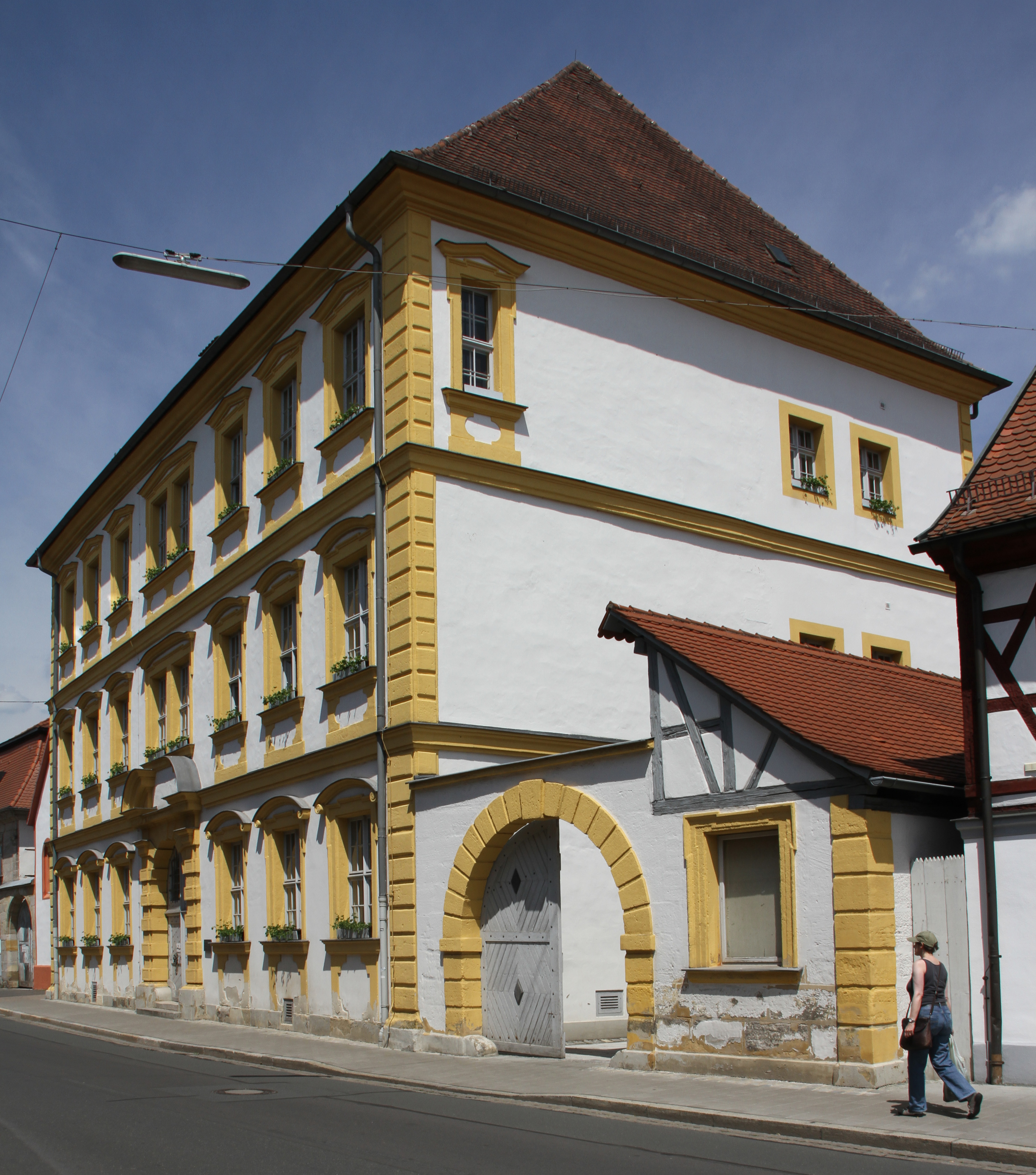
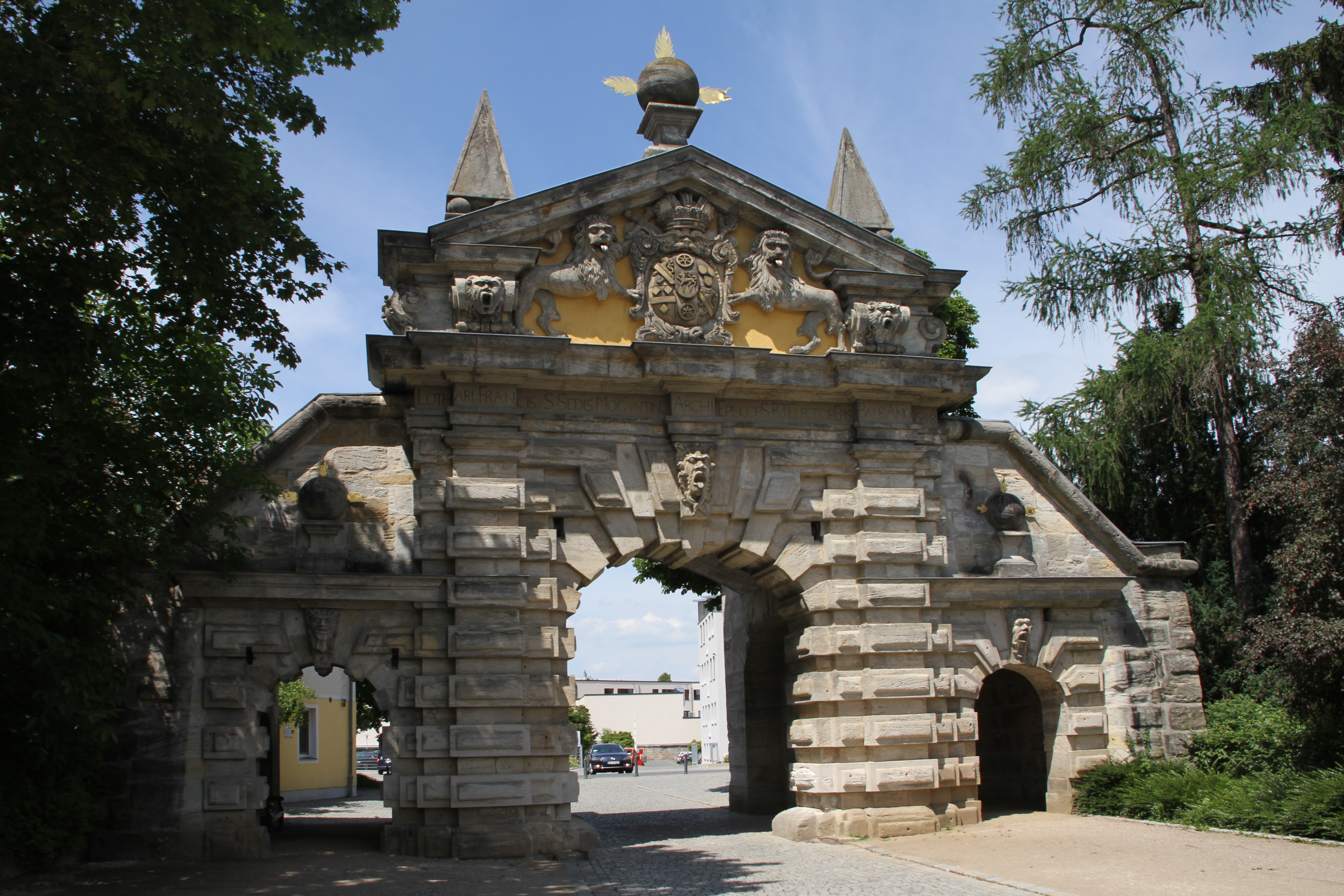
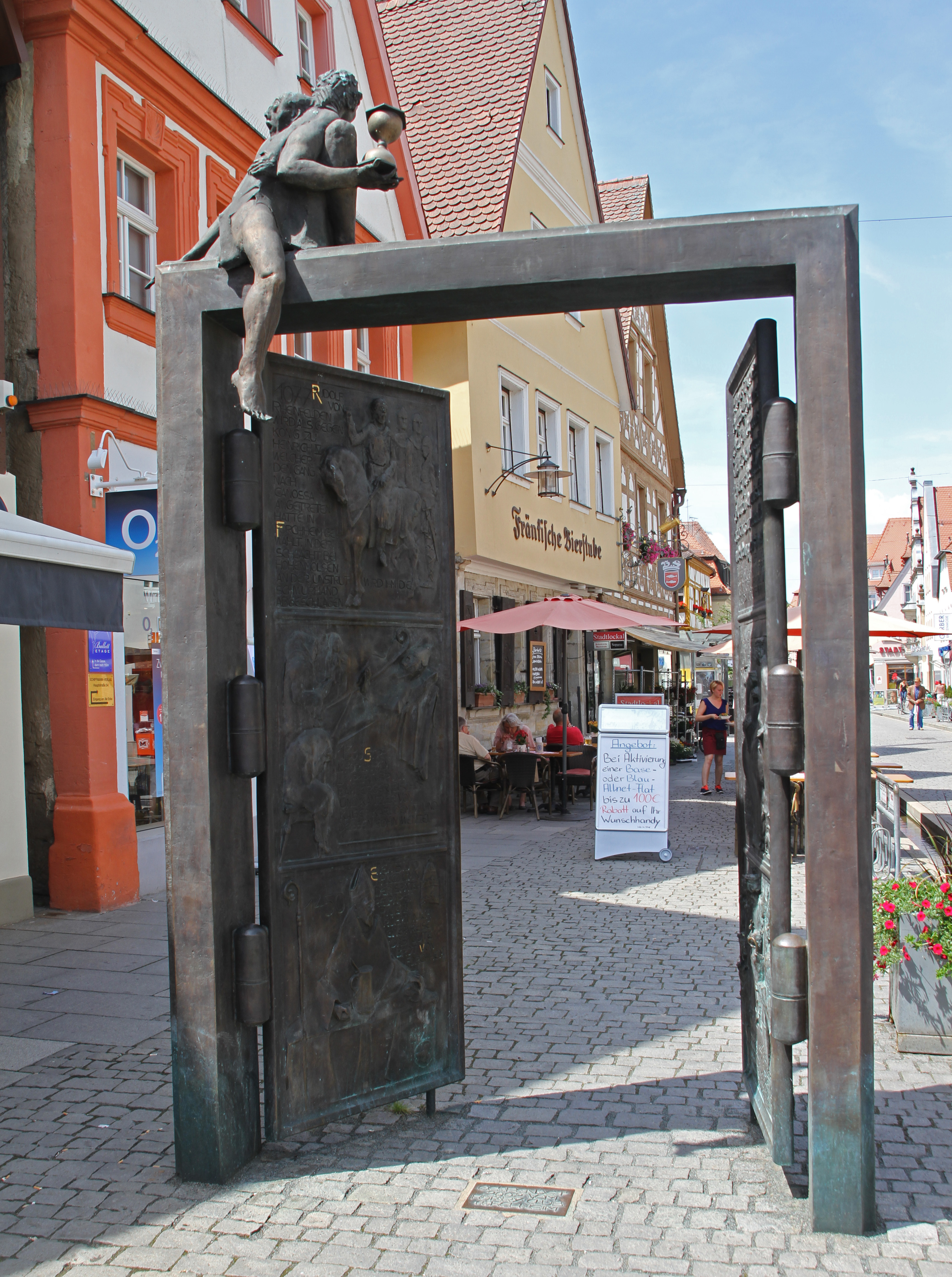
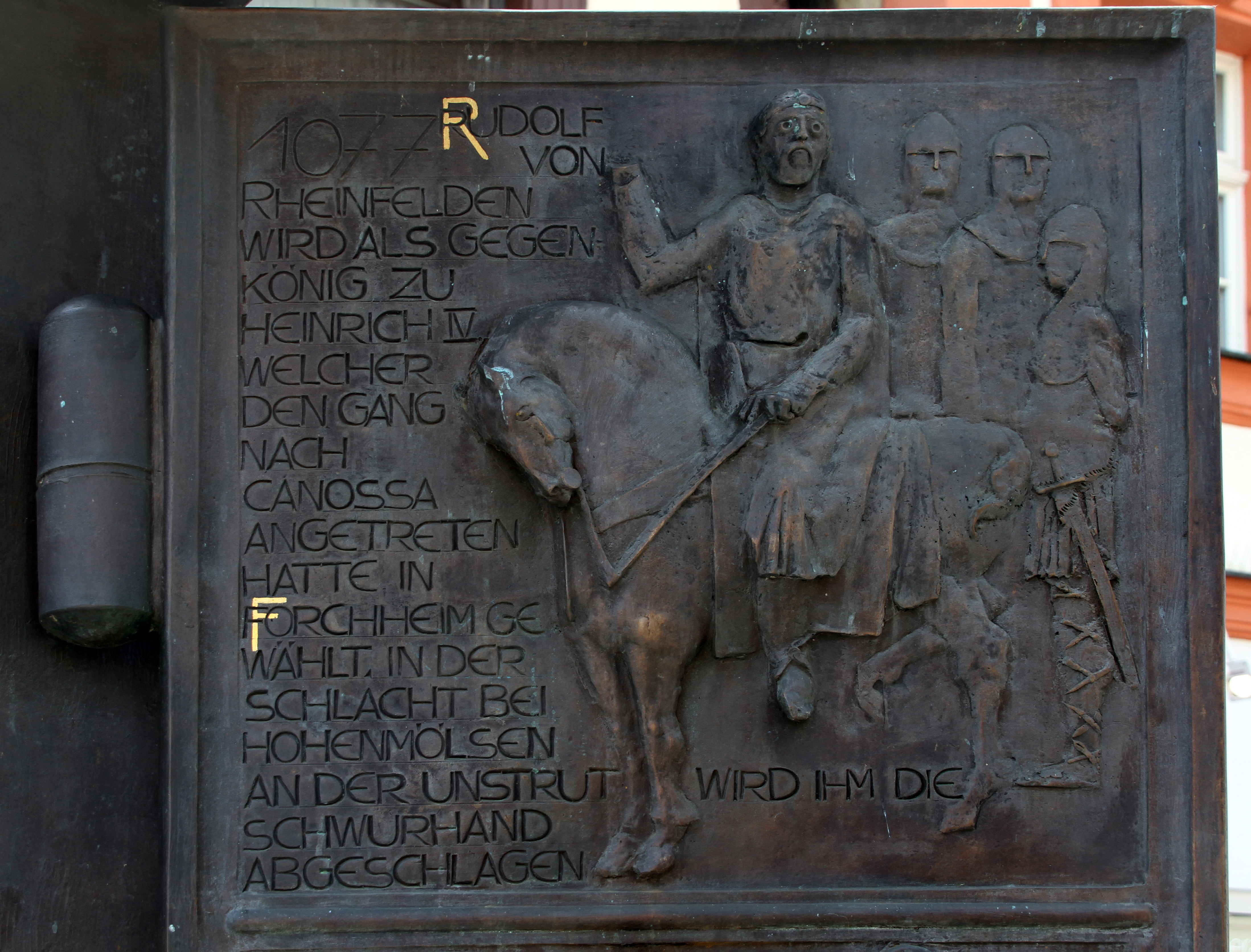
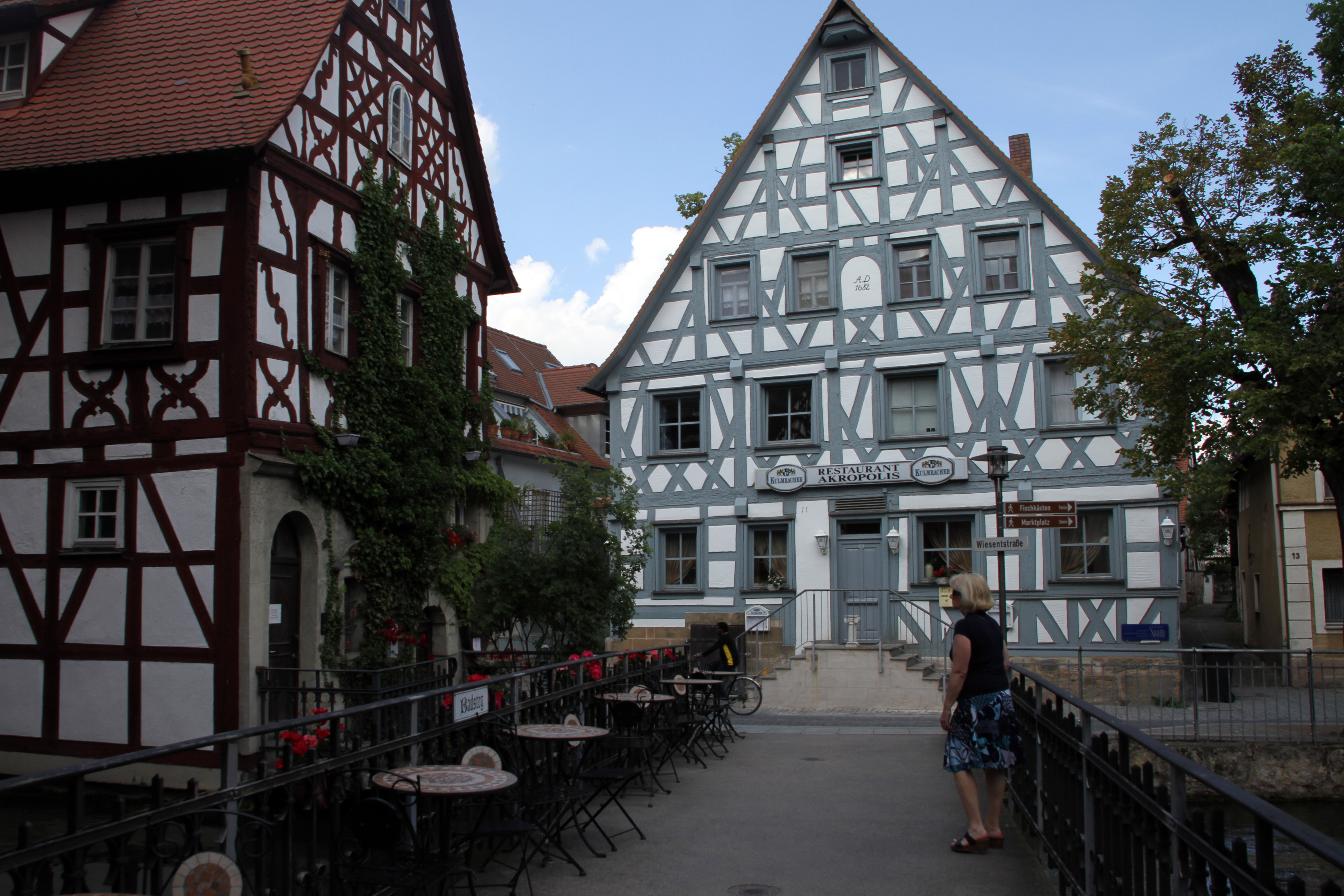